# Jo Leinen
Jo Leinen (n. 6 aprilie 1948, Bisten⁠(d), Saarland, Germania) este un om politic german, membru al Parlamentului European în perioada 1999-2019 din partea Germaniei.

## Partid
Jo Leinen este membru al SPD și a avut diferite funcții:
- 1977-1979: Secretarul european pentru tineret al SPD
- 1981–1985: member of the committee of environment of the SPD
- 1985-1999: membru al direcției de stat a SPD Saar
- 1996 până în prezent: membru al Comisiei Europene a SPD